# وكالة استخبارات القوة الجوية والمراقبة والاستطلاع

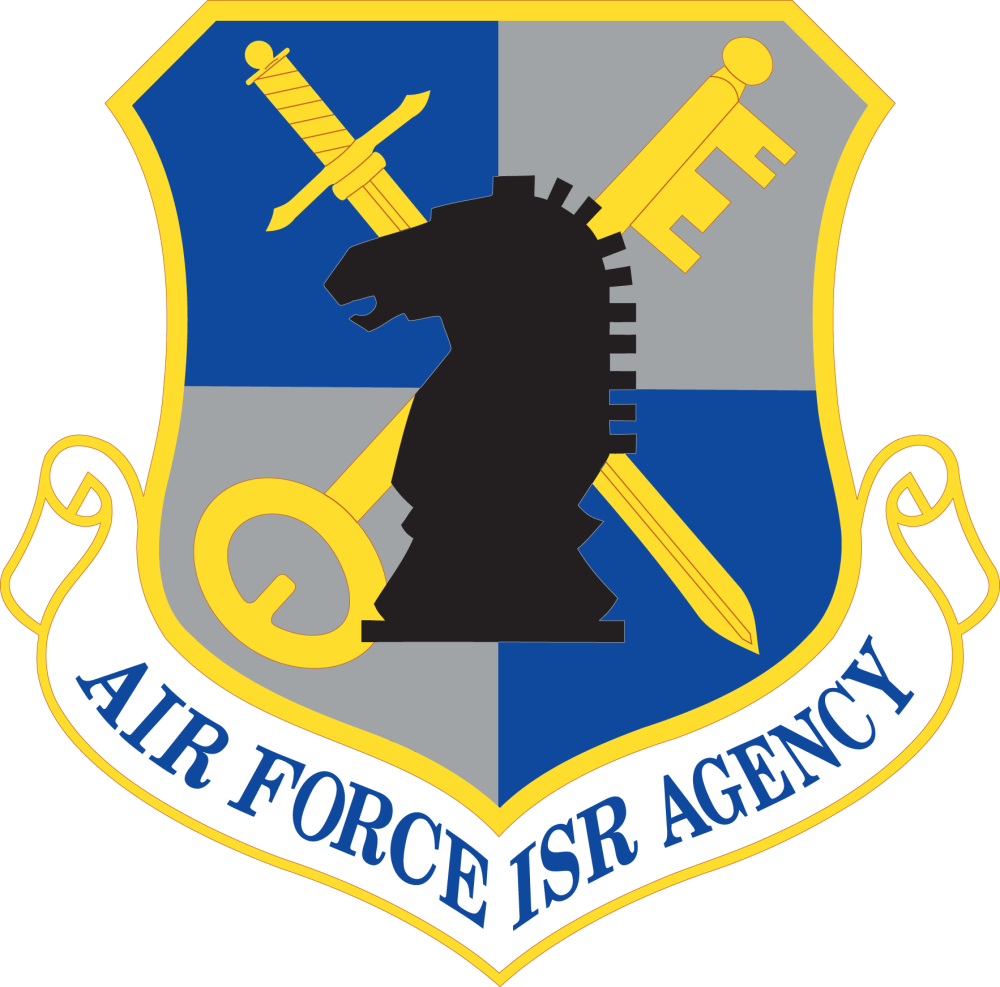

كانت وكالة استخبارات القوة الجوية والمراقبة والاستطلاع حتى التاسع والعشرين من سبتمبر عام 2014 وكالة عملياتية ميدانية تابعة للمقر الرئيسي للقوة الجوية الأمريكية في قاعدة لاكلاند الجوية بولاية تكساس. في ذلك التاريخ أعيد تسميتها لتُصبح القوى الجوية الخامسة والعشرين ونُظمت كقوة جوية مُرقمة تابعة لقيادة القتال الجوي.
تُعد مهمة الوكالة الأساسية في توفير منتجات وتطبيقات وقدرات ومصادر الاستخبارات والاستطلاع والمراقبة لتشمل القوى السيبرانية والجيومكانية والخبرة، وهي مكون في شعبة التشفير المسؤولة عن نشاطات القوة الجوية في وكالة الأمن القومي وشعبة المخابرات المركزية.
كان يُطلق على الوكالة اسم خدمة الاستخبارات السرية للقوة الجوية في الولايات المتحدة، فُعلت الوكالة في العشرين من أكتوبر عام 1948 في أرلينغتون هول في العاصمة واشنطن لخدمة التشفير وأمن الاتصالات.
كان اللواء جون شاناهان آخر من قاد وكالة استخبارات القوة الجوية والاستطلاع والمراقبة، وكان الرقيب الرئيسي في الوكالة هو الرقيب أرلين هيث. حافظ كلاهما على منصبه عند إعادة تسمية الوكالة.

## نظرة عامة
تُدرب الوكالة وتُنظم وتجهز وتقدم وتنشر القوات والقدرات المخصصة لإجراء الاستخبارات والمراقبة والاستطلاع للقادة المقاتلين والأمة. وتنجز وتراقب تنفيذ سياسات القوة الجوية التي تهدف إلى توسيع قدرات الاستخبارات والمراقبة والاستطلاع.
يبلغ تعداد العاملين في الوكالة 17 ألف شخص ويعملون في 65 جهة حول العالم.
أعلن وزير القوة الجوية ورئيس الأركان في الرابع عشر من يوليو عام 2014 أن وكالة استخبارات القوة الجوية والاستطلاع والمراقبة ستُعرف باسم القوة الجوية الخامسة والعشرين وهي قوة جوية مُرقمة مخصصة لقيادة القتال الجوي في الفاتح من أكتوبر عام 2014.

## الوحدات

### الوحدات المخصصة
يُخصص للوكالة جناحي واجبات فعالين ومجموعة واحدة ومركزين

#### الأجنحة
- الجناح السبعين للاستخبارات والمراقبة والاستطلاع في منشأة فورت جورج بولاية ماريلاند.
- الجناح رقم 480 للاستخبارات والمراقبة والاستطلاع في قاعدة لانغلي الجوية بولاية فيرجينيا.

#### المجموعات
المجموعة رقم 361 للاستخبارات والمراقبة والاستطلاع في منشأة هيرلبيرت الجوية بولاية فلوريدا.

#### المراكز
- مركز التطبيقات التقنية للقوة الجوية في قاعدة باتريك الجوية بولاية فلوريدا.
- المركز الوطني لاستخبارات الجو والفضاء في قاعدة رايت باتيرسون الجوية بولاية أوهايو.

### الوحدات الداعمة
تعد وكالة استخبارات القوة الجوية والمراقبة والاستطلاع مسؤولةً عن إدارة المهمات ودعم عمليات إشارات الاستخبارات لقوة جوية مُرقمة واحدة وثلاثة اجنحة.

#### القوة الجوية المرقمة
- القوة الجوية الخامسة والعشرين في قاعدة لاكلاند الجوية بولاية تكساس.

#### الأجنحة
- الجناح التاسع للاستطلاع في قاعدة بيالي الجوية بولاية كاليفورنيا.
- الجناح الخامس والخمسين في قاعدة أوتفيت الدوية بولاية نبراسكا.
- الجناح رقم 432 في قاعدة كريش الجوية بولاية نيفادا.

#### وحدات الحرس الوطني الجوي
- الجناح رقم 102 للاستخبارات في قاعدة أوتيس للحرس الوطني الجوي بولاية ماساشوستس.
- الجناح رقم 181 للاستخبارات في قاعدة تيري هاوت للحرس الوطني الجوي بولاية إنديانا.
- الجانح رقم 184 للاستخبارات في قاعدة مكونيل الجوية بولاية كانساس.

## تاريخ

### جهاز الأمن الجوي في الولايات المتحدة الأمريكية
أسست وكالة استخبارات القوة الجوية والمراقبة والاستطلاع كجهاز الأمن الجوي في الولايات المتحدة الأمريكية في العشرين من أكتوبر عام 1948. كان مقر الجهاز في أرلينغتون هول والذي كان سابقًا مدرسة للإناث ومقر جاهز لاستخبارات الإشارة والتشفير الذي كان يعمل خلال الحرب العالمية الثانية. كُلف جهاز الأمن الجوي في الولايات المتحدة بمهمات التشفير وأمن الاتصالات من أجل القوة الجوية الأمريكية المُشكلة حديثًا. انتقل جهاز الأمن الجوي الأمريكي إلى قاعدة بروكس الجوية في سان أنطونيو بولاية تكساس في أبريل عام 1949 ومن ثم إلى «التل الأمني» بقرب قاعدة كيلي الجوية في أغسطس 1953.
وفر العاملون في جهاز الأمن الجوي الأمريكي، خلال الحرب الكورية، لقيادة وحدات الأمم المتحدة معلومات استخبارية عن تحركات القوات الأساسية في الجيش الشعبي الكوري من مانشوريا إلى وونسان. تلقى موظفو جهاز الأمن الجوي الأمريكي تدريبًا على اللغة الكورية في جامعة يال وطاروا على متن طائرة دوجلاس سي 47 سكاي ترين لنقل الاتصالات إلى قوات الحلفاء البرية المتواجدة في شبه الجزيرة الكورية.
خلال الأيام الأولى للحرب الباردة، طارت طواقم جهاز الأمن الجوي الأمريكي في مهمات على عدة طائرات مُعدلة للقيام بمهام استخبارية بما في ذلك طائرة بوينغ بي 29 سوبر فورتريس وطائرة لوكهيد سي 130 والطائرة التابعة لقيادة القوة الجوية الاستراتيجية بوينغ آر بي 50 سوبر فورتريس وطائرة بوينغ آر سي 135. أسس العاملون في جهاز الأمن الجوي الأمريكي محطات اتصالات في ألمانيا وباكستان والفلبين وإسكتلندا، ولاحقًا رادار «قفص الفيل» في ألاسكا وإنجلترا وإيطاليا واليابان والفليبين وتركيا.
انخرط جهاز الأمن الجوي الأمريكي في حرب فيتنام عندما طلبت منه القوات الجوية في المحيط الهادئ تأسيس مكتب أمن جوي خاص في مطار تان سوت نهوت بالقرب من سايجون عام 1961. في السنة التالية كان هناك سرب طائرات وثلاثة كتائب تابعة لجهاز الأمن الجوي الأمريكي عاملة على أرض فيتنام وتايلند وعاملون في جهاز الأمن الجوي الأمريكي يدعمون عمليات التحذير من الخطر «كوليج آي». طار أيضًا موظفو جهاز الأمن الجوي الأمريكي في مهمات على متن طائرة دوغلاس إي سي 47 سكاي ترين للبحث لطاقم طائرة تعرض للإسقاط شمال فيتنام ولطائرة إس أيه سي آر سي 135 المنشورة في قاعدة كادينا الجوية في اليابان.

### قيادة الأمن الإلكتروني
غيّرت القوة الجوية في الأول من أغسطس عام 1979 اسم جهاز الأمن الجوي الأمريكي إلى قيادة الأمن الإلكتروني ما يعكس مهام المنظمة الإضافية في تطوير استخدام القوة الجوية لتقنيات الحرب الإلكترونية في ساحات القتال. في عام 1985 كلفت القوة الجوية جهاز الأمن الإلكتروني بأمن الحواسيب بالإضافة إلى مهماته في الاستخبارات والحرب الإلكترونية.
وفرت قيادة الأمن الإلكتروني دعمًا استخباراتيًا لاجتياح الولايات المتحدة الأمريكية لبنما عام 1989 وكان موظفو القيادة أول العسكريين الأمريكيين الواصلين إلى المملكة العربية السعودية للتحضير لحرب الخليج. خلال حرب الخليج عمل موظفو قيادة الأمن الإلكتروني في ثلاثة مواقع مختلفة في السعودية وتركيا.

### قيادة استخبارات القوة الجوية
غيّرت القوة الجوية في الأول من أكتوبر عام 1991 اسم قيادة الأمن الإلكتروني ليُصبح قيادة استخبارات القوة الجوية ودمجت عمليات القوة الجوية ومصادرها في قيادة واحدة. دمجت قيادة استخبارات القوة الجوية قيادة الأمن الإلكتروني مع مركز التقنيات الخارجية في القوة الجوية الواقع في قاعدة رايت باتيرسون الجوية بولاية أوهايو ومركز النشاطات الجوية الخاصة في منشأة فورت بيلفوير بولاية فيرجينيا وعناصر استخبارات القوة الجوية في العاصمة واشنطن. كُبفت قيادة استخبارات القوة الجوية، بالإضافة لمهامها المشتركة، بالاستخبارات والأمن والقتال الإلكتروني والتكنولوجيا الغربية ومراقبة المعاهدات.

### وكالة الاستخبارات الجوية
أعيد تسمية المنظمة من جديد لتصبح وكالة الاستخبارات الجوية في الأول من أكتوبر عام 1993. خلال تسعينيات القرن الماضي انتشر عناصر وكالة الاستخبارات الجوية لدعم عمليات الناتو (حلف شمال الأطلسي) خلال حرب البوسنة وحرب كوسوفو، وبصفتهم جزءًا من عمليات المراقبة الجنوبية والمراقبة الشمالية في جنوب غرب آسيا.
نقلت القوة الجوية وكالة الاستخبارات الجوية إلى قيادة القتال الجوي المكان الذي وفرت فيه الدعم في الحرب على الإرهاب أي حرب أفغانستان وحرب العراق.

### وكالة استخبارات القوة الجوية والمراقبة والاستطلاع
وجه الجنرال ت. مايكل موسلي رئيس أركان القوة الجوية الأمريكية، في أغسطس عام 2006، أن تُركز جهود استخبارات القوة الجوية على قدرات الاستخبارات والمراقبة والاستطلاع. أعيد تسمية وكالة الاستخبارات الجوية في نهاية المطاف لتصبح وكالة استخبارات القوة الجوية والمراقبة والاستطلاع في الثامن من يوليو عام 2007. شمل التغيير في المنظمة تحويل وكالة استخبارات القوة الجوية والمراقبة والاستطلاع إلى وكالة عملياتية ميدانية ونقلها من قيادة القتال الجوي إلى المقر الرئيسي للقوة الجوية، بهذا التغيير أصبحت وكالة استخبارات القوة الجوية والمراقبة والاستطلاع ترسل التقارير إلى نائب رئيس أركان القوة الجوية لشؤون الاستخبارات والمراقبة والاستطلاع.
بدايةً بعام 2009 انتشر أعضاء وكالة استخبارات القوة الجوية والمراقبة والاستطلاع في العراق وأفغانستان لدعم طائرات إم سي 12 بصفتها جزء من مشروع ليبرتي.

### القوة الجوية الخامسة والعشرون
أعلنت القوة الجوية في يوليو من عام 2014 أن وكالة استخبارات القوة الجوية والمراقبة والاستطلاع سيُنقل موقعها من المقر الرئيسي للقوة الجوية بصفتها وكالة عملياتية ميدانية لتصبح إحدى القوى الجوية المُرقمة العملياتية تحت قيادة القتال الجوي. أصبحت وكالة استخبارات القوة الجوية والمراقبة والاستطلاع القوة الجوية الخامسة والعشرين في التاسع والعشرين من سبتمبر عام 2014 في حفل أقيم في قاعدة لاكلاند العسكرية.
أطلق رئيس لجنة القوات المسلحة بمجلس الشيوخ جون ماكين في وقت لاحق على هذا الانتقال على أنه «لعبة قاسية» مصممة للامتثال لشرط وزارة الدفاع لتخفيض عدد الموظفين الزائدين، دون تقليص أي وظائف أو توفير أي أموال على الإطلاق.